# أوسكار كينت هيوز
أوسكار كينت هيوز (بالإنجليزية: Wilfrid Kent Hughes) هو منافس ألعاب قوى وسياسي أسترالي، ولد في 12 يونيو 1895 في أستراليا، وتوفي في 31 يوليو 1970 في أستراليا. حزبياً، نشط في الحزب الليبرالي الأسترالي. وقد انتخب عضو الجمعية التشريعية فيكتوريا عن دائرة Electoral district of Kew ‏ (9 أبريل 1927 – 29 أكتوبر 1949) وانتخب عضو مجلس النواب الأسترالي عن دائرة Division of Chisholm ‏ (10 ديسمبر 1949 – 31 يوليو 1970).

## روابط خارجية
- أوسكار كينت هيوز على موقع أوليمبيديا (الإنجليزية)
- أوسكار كينت هيوز على موقع اللجنة الأولمبية الأسترالية (الإنجليزية)